# Karsten Revsbech
Karsten Revsbech (født 29. august 1950) er dr.jur. og professor ved Aarhus Universitet, hvor han underviser i forvaltningsret.

## CV
- Ansat som adjunkt 1980 og som lektor 1984 ved Aarhus Universitet
- Udnævnt til professor i forvaltningsret samme sted 1992
- Dr. jur. 1987 på afhandlingen "Planer og forvaltningsret"
- Underviser i kommunalret, forvaltningsret og miljøret ved universitetet og har skrevet bøger og artikler inden for samme emneområder, bl.a. bogen "Kommunalret", 2002 (sammen med Jens Garde)
- Siden 1993 undervist i kommunalret under Djøf Efteruddannelse.
- Siden 1994 censor i kommunalret ved Danmarks Forvaltningshøjskole.

## Deltagelse i råd, nævn, udvalg eller netværk
- Medlem, Arbejdsgruppe under Folketingets Præsidium vedr. Rigsrevisionens habilitet, 20.6.2007-1.10.2007.
- Medlem, Bedømmelsesudvalg vedrørende professorat i statsforfatningsret., 1.7.2006-1.12.2006.
- Medlem, Bedømmelsesudvalg vedrørende professorat i fast ejendoms retsforhold, Aalborg Universitet., 15.6.2006– .
- Medlem, Udvalg til bedømmelse af Michael H. Jensens doktorafhandling "Beskyttelse af juridiske personer efter grundlovens § 73"., 1.6.2006-1.12.2006.
- Medlem, Udvalg til bedømmelse af René Dejbjerg Pedersens ph.d.-afhandling "Det forvaltningsretlige skøn", Københavns Universitet., 1.11.2005-17.3.2006.
- Formand, Udvalg til bedømmelse af Søren H. Mørups doktorafhandling "Berettigede forventninger i forvaltningsretten"., 1.6.2005-13.1.2006.
- Formand (medlem af bestyrelsen fra 01.01.2000), Dansk Forening for Kommunalret, 1.4.2005– .
- Formand, Taksationskommission vedrørende ekspropriationer til statens anlægsarbejder (Taksationskommissionen for Nord- og Midtjylland), 1.8.1996– .
- Medlem af styrelsen, Nordisk Administrativt Forbund, 1.1.1994– .